# Lucija
Lucija je žensko osebno ime.

## Slovenske različice
Luca, Lucijana, Luce, Lucia, Luciana, Luči, Lučka

## Tujejezikovne različice
- pri Angležih: Lucy
- pri Francozih: Lucie, Lucienne
- pri Čehih: Lucie, Lucka, Lucina
- pri Italijanih: Lucia
- pri Nemcih: Luzia, Luzie, Luzinde
- pri Švedih: Lucia

## Izvor in pomen imena
Ime izhaja iz latinskega imena Lucia, ki je ženska oblika imema Lucius. Ime Lucius razlagajo iz latinske besede lux, v rodilniku lucis, ki pomeni »svetloba, svetlost, sijaj, luč, dan, življenje«.

## Pogostost imena
Po podatkih Statističnega urada Republike Slovenije je bilo na dan 31. decembra 2007 v Sloveniji število ženskih oseb z imenom Lucija: 3.165. Med vsemi ženskimi imeni pa je ime Lucija po pogostosti uporabe uvrščeno na 86. mesto.

## Osebni praznik
V koledarju je ime Lucija zapisano 13. decembra.

## Slavni nosilci imena
Lucija Polavder - Sveta Lucija - Lucija Ćirović  